# 吉莉恩·阿普斯
吉莉恩·阿普斯（英語：Gillian Apps，1983年11月2日—），加拿大女子冰球运动员。她曾代表加拿大国家队参加2006年、2010年和2014年冬季奥林匹克运动会冰球比赛，获得三枚金牌。